# Вулиця Щепанська в Кракові
Вулиця Щепанська (пол. Ulica Szczepańska) - вулиця в Кракові, що веде від північного кута Ринкової площі до пл. Щепанського та вул. Ягеллонської . Це найкоротша вулиця Старого міста, її довжина всього 88 метрів, з непарного боку розташовано 6 будівель (номерів), а з парного – лише два. Вона також є однією із найстаріших. Визначена у 1257 році, під час розташування Кракова .
Назва вулиці походить від церкви св. Щепана  . Під такою назвою вже в найстаріших книгах Кракова фігурує вулиця Щепанська. Проте часто її помилково називали св. Стефана, а в 16 столітті ще й єврейською (бо тут жили євреї ).

## Вибрані будівлі

### № 1, кам'яниця "Під грушкою"
У XIV столітті кам'яницею «Під Грушкою» володіла родина Морштинів. У 1386 році Ядвіга (майбутня королева Польщі ) мала відвідати свого коханого, австрійського принца Вільгельма Габсбурга, з яким вона не могла одружитись через шлюб з Ягайлом . У 1951 році під час візиту до Кракова прем’єр-міністр Юзеф Циранкевич подарував кам’яницю журналістам. Після капітального ремонту кам'яниця стала будинком журналіста з рестораном і місцем зустрічі громади. Всередині кам'яниці збереглися готичні інтер'єри. Найвідоміша кімната — Фонтановська. Її назва походить від імені художника XVII століття Бальтазара Фонтани . Згадану кімнату він прикрасив ліпниною на замовлення одного з власників – прапорщика Анджея Жидовського. В одній частині можна побачити готичне нервюрне склепіння під ліпним декором. На стінах  - голландська плитка 18 століття. Ці історичні інтер’єри вважаються одними з найкрасивіших світських інтер’єрів у Польщі. На першому поверсі кам'яниці розташована аптека «Під Золотим Тигром» . Поруч зберігся ренесансний портал XVI ст.(нині вітрина флористики). На першому поверсі зараз Журналістський клуб (Клуб Асоціації журналістів Республіки Польща "Під грушкою") і ресторан. На другому поверсі XVIII століття знаходиться офіс Центру міждисциплінарних досліджень імені Коперника .

### № 2, палац «Під Кшиштофорами».
Палац «Під Кшиштофорами» є одним із найкращих і найвражаючих міських палаців у Кракові. Протягом століть палац приймав багатьох видатних особистостей, зокрема королів Яна Казимира, Міхала Корибута Вишневецького та Станіслава Августа Понятовського, а також князя Юзефа Понятовського, який зупинявся тут у 1809 році. Назва палацу походить від імені патрона середньовічної кам’яниці – св. Христофора. Протягом століть кам'яниця змінювала своїх власників: у XIV столітті нею володів рід Шпияцирів, а у XV столітті перейшов до рук роду Морштинів, впливового купецького роду, який також володів кам'яницею «Під Грушкою".
У другій чверті XVII століття з ініціативи надвірного маршалка коронного Адама Казановського на цій території розпочалися будівельні роботи. Готичні кам’яниці, розташовані на розі Ринкової площі та вулиці Щепанської, були об’єднані. У 1682-1684 роках на вимогу тодішнього власника Вавжинця Яна Водзіцького будівлю було фундаментально перебудовано. Керував роботами архітектор Якуб Соларі . Залишки цієї реконструкції: красива аркадна лоджія, утворена п'ятьма арками, підтримувана подвійними тосканськими колонами, у плані Палладія.
На першому поверсі анфіладно розташовані кімнати різного розміру. Інтер'єри прикрашала чудова ліпнина роботи Бальтазара Фонтани (він також оформлював інтер'єри кам'яниці «Під грушкою»).
У 1773 році палац став власністю краківського єпископа Каєтана Солтика, а наприкінці XVIII століття його придбав староста Бжеговський Яцек Клушевський (співзасновник Краківського театру). У лютому 1846 року під час Краківського повстання тут перебував Національний уряд на чолі з Яном Тисовським . Під час Весни народів (1848) тут збиралися представники Громадянського комітету, а згодом Національного комітету в Кракові. У 1914 році в палаці розташовувалася вербівка польських легіонів, а також офіси Верховного національного комітету (ВНК), а в 1965 році палац було передано Історичному музею міста Кракова . Нині діє постійна експозиція «З історії та культури Кракова» та тимчасові виставки.

### № 11, будинок Шолайських
Історичний дім Шолайських був подарований Національному музею Влодзімєрою та Адамом Шолайськими в 1904 році.

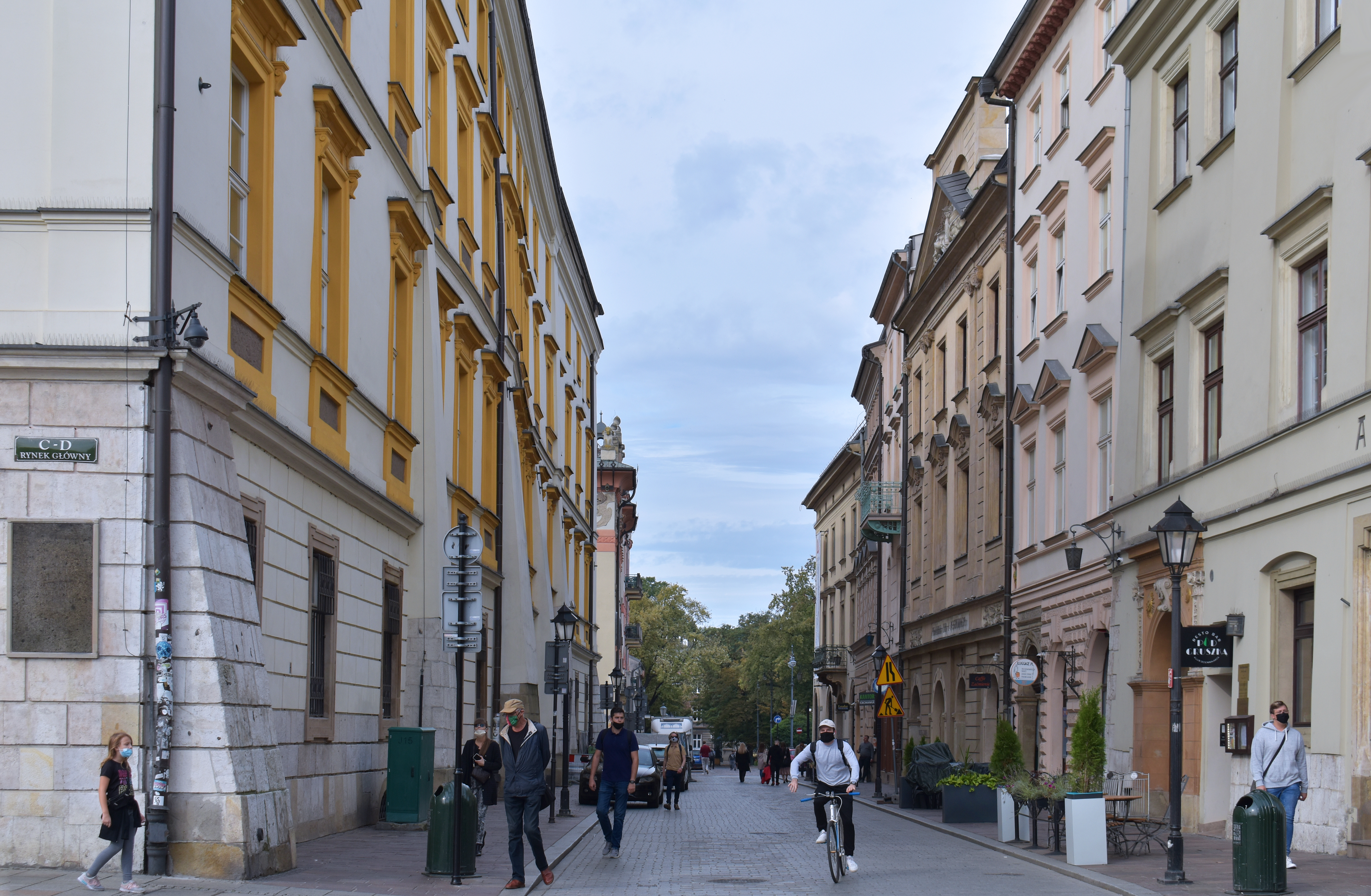
Вид з Ринку Головного
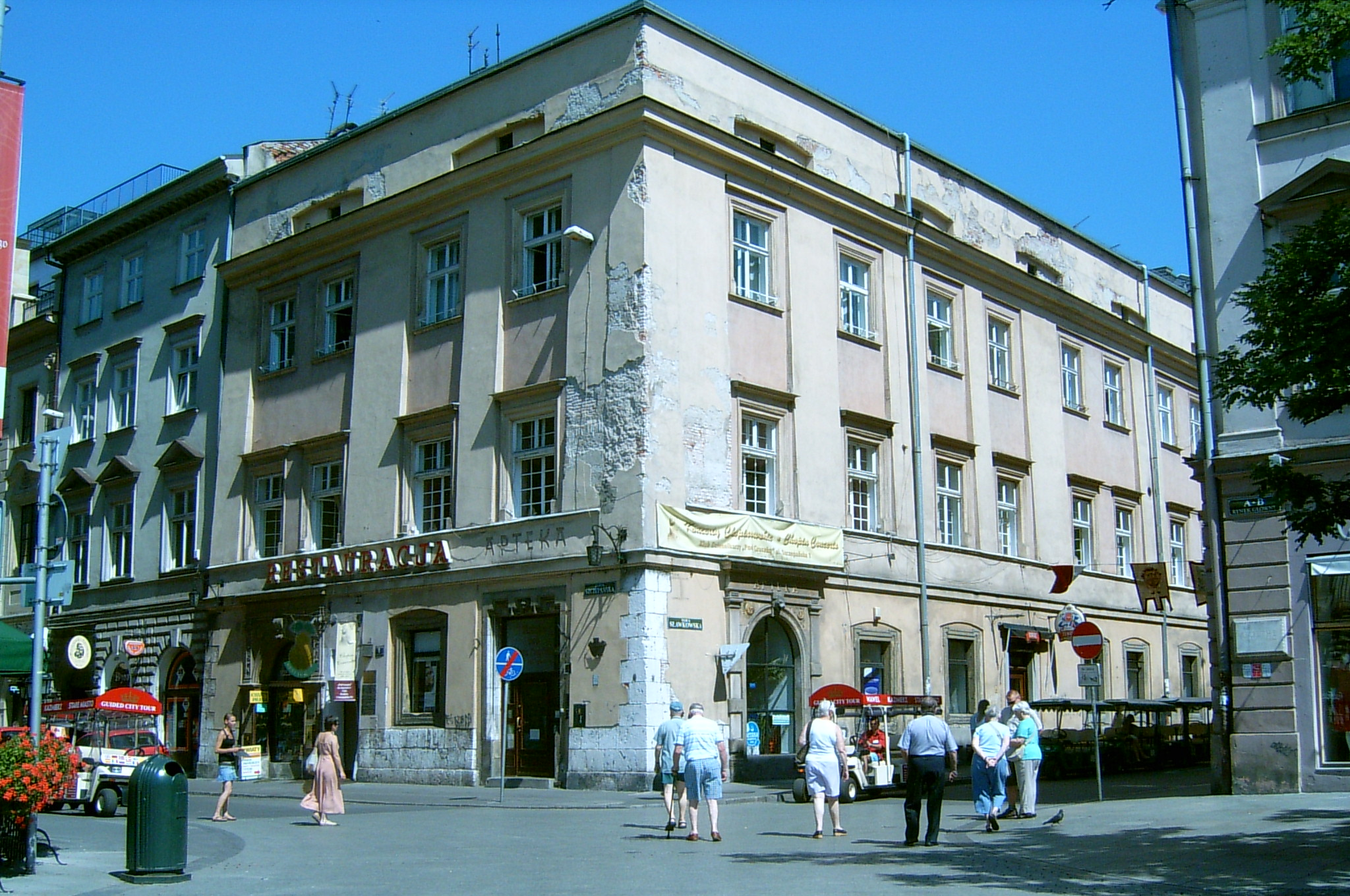
Кам'яниця "Під грушкою" вул. Щепанська, 1
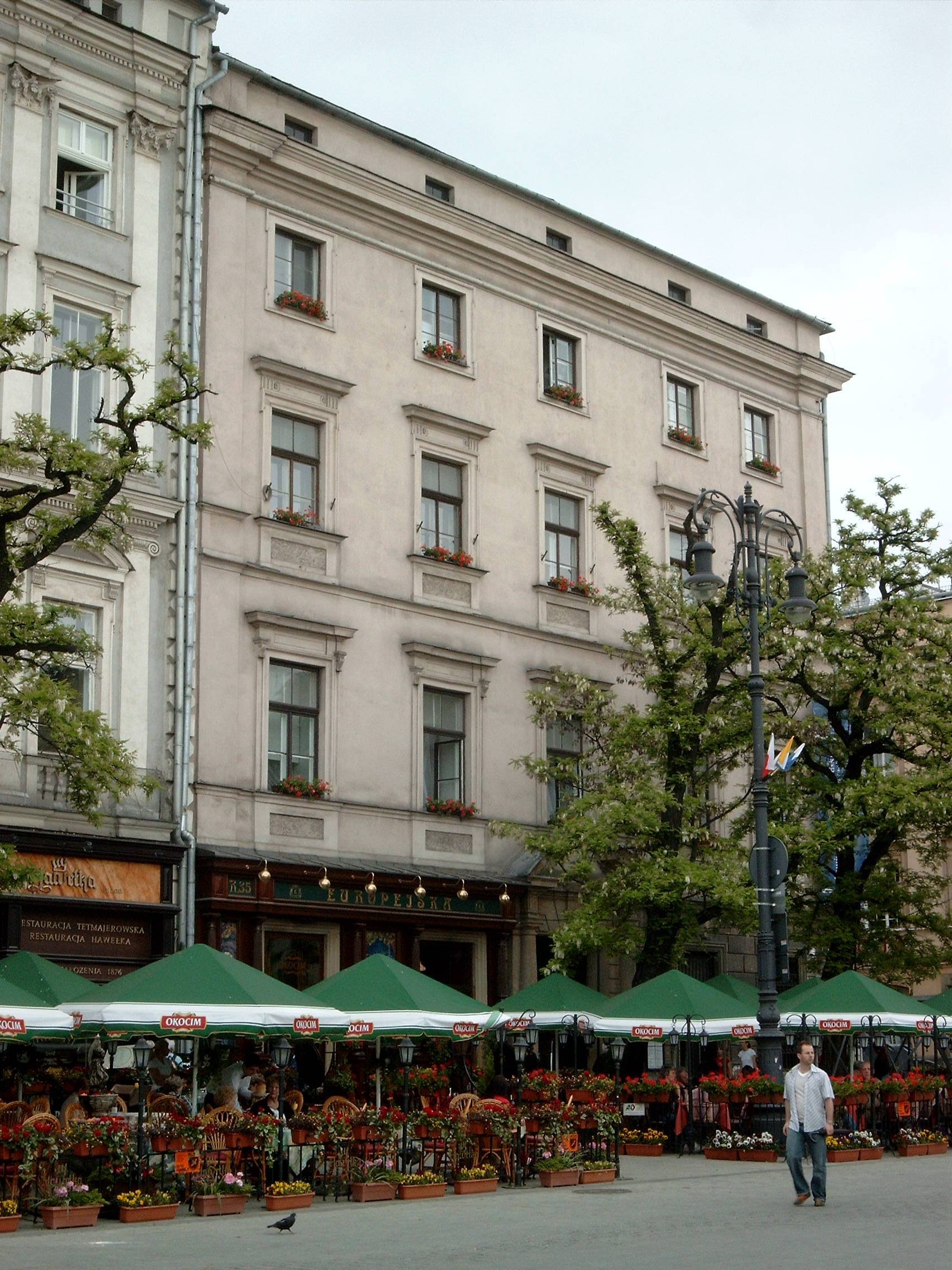
Палац "Під Кшиштофорамі" вул. Щепанська, 2
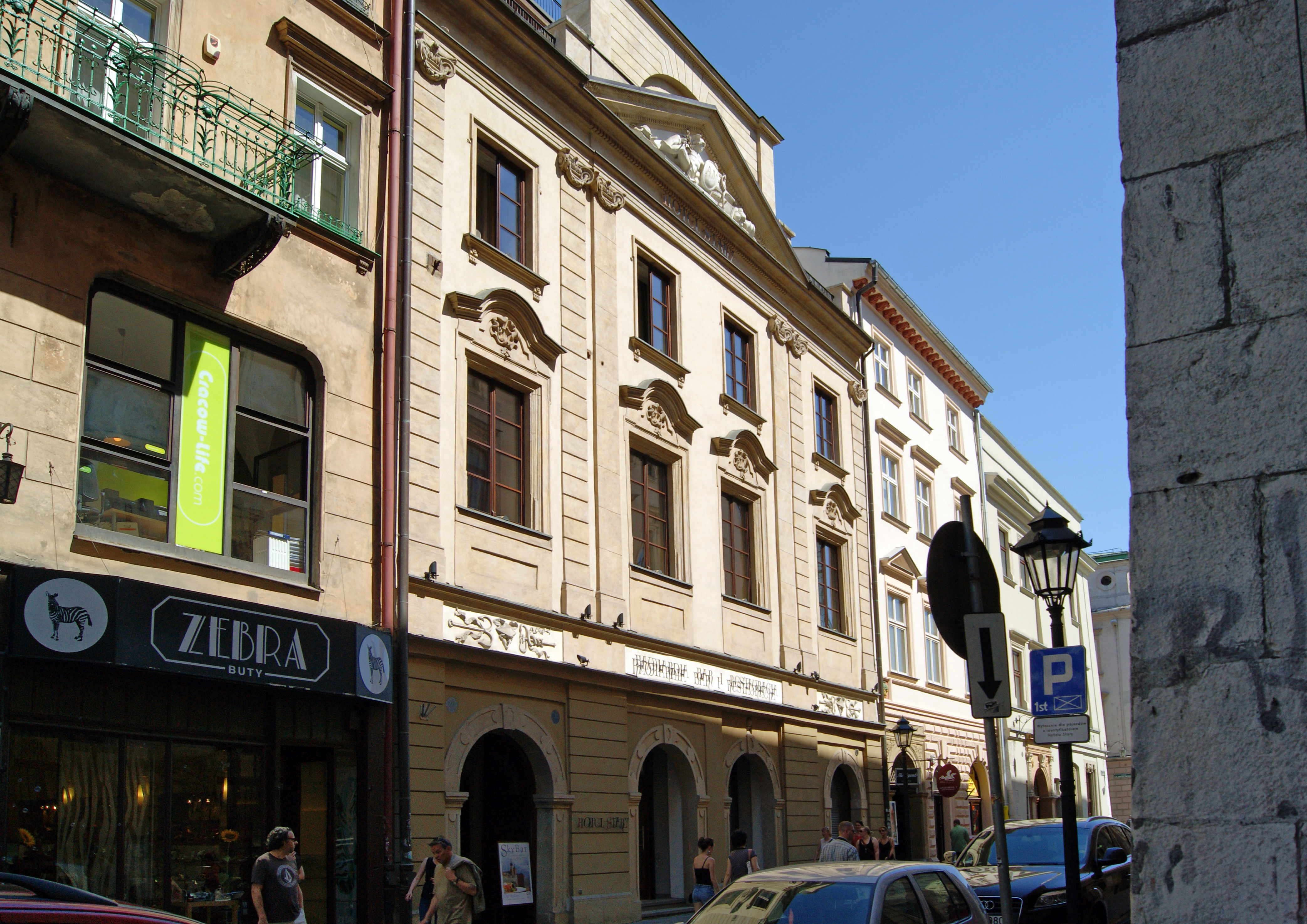
Кам'яниця "На сходах" вул. Щепанська, 5
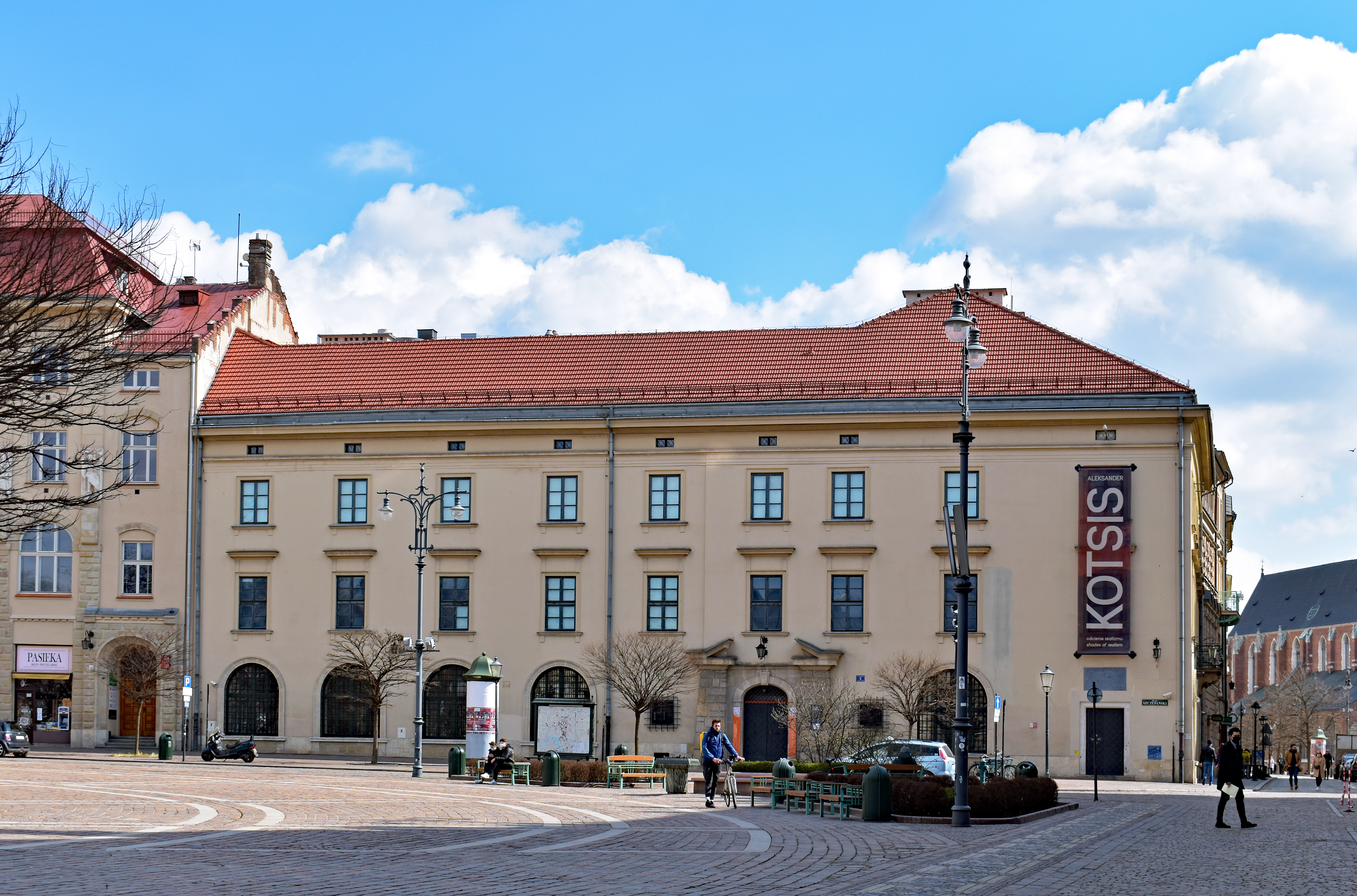
"Кам'яниця Шолайських імені Фелікса Яшенського", філія Національного музею в Кракові, вул. Щепанська, 11
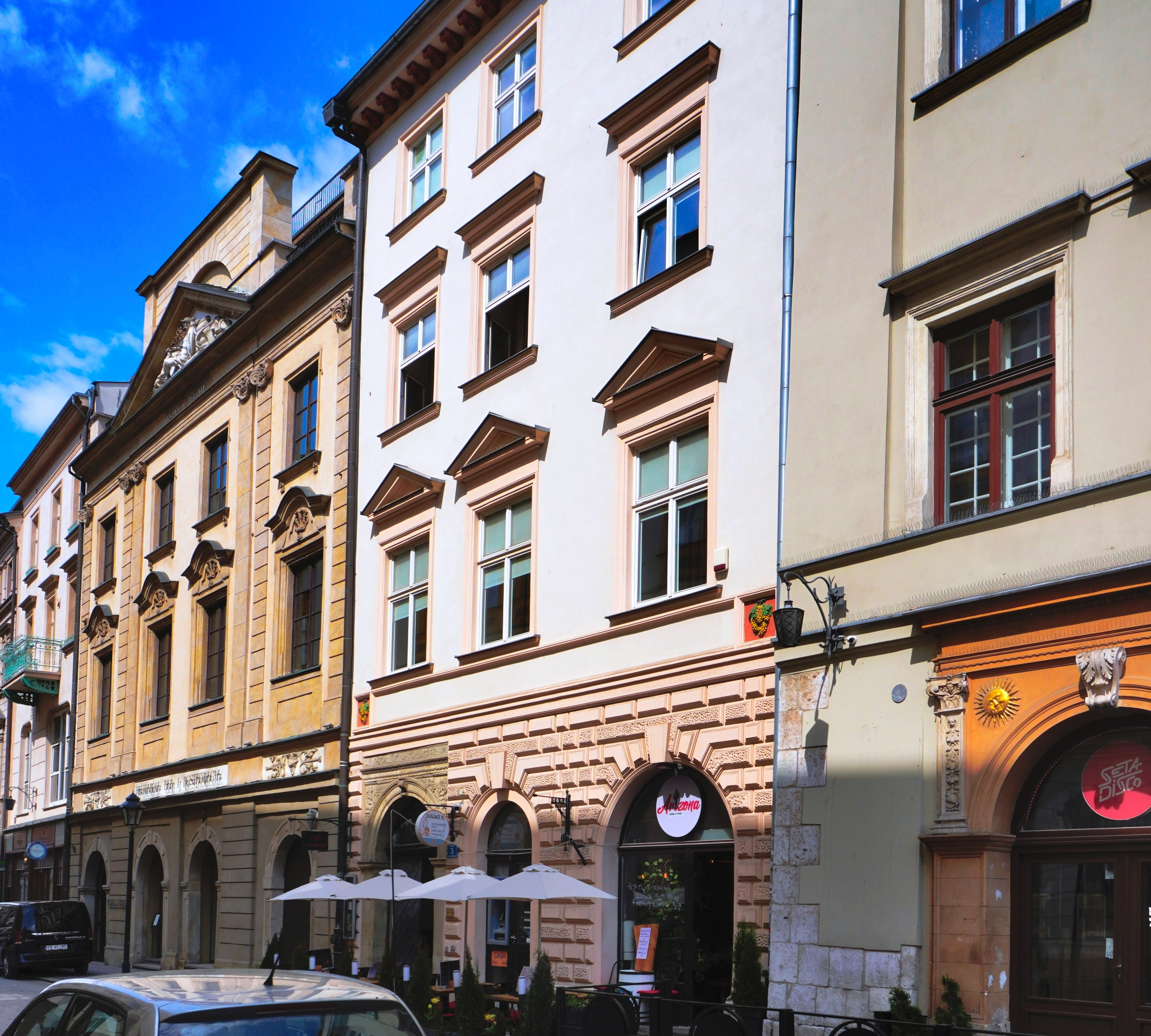
вул. Щепанська, 3 будинок Межеєвських
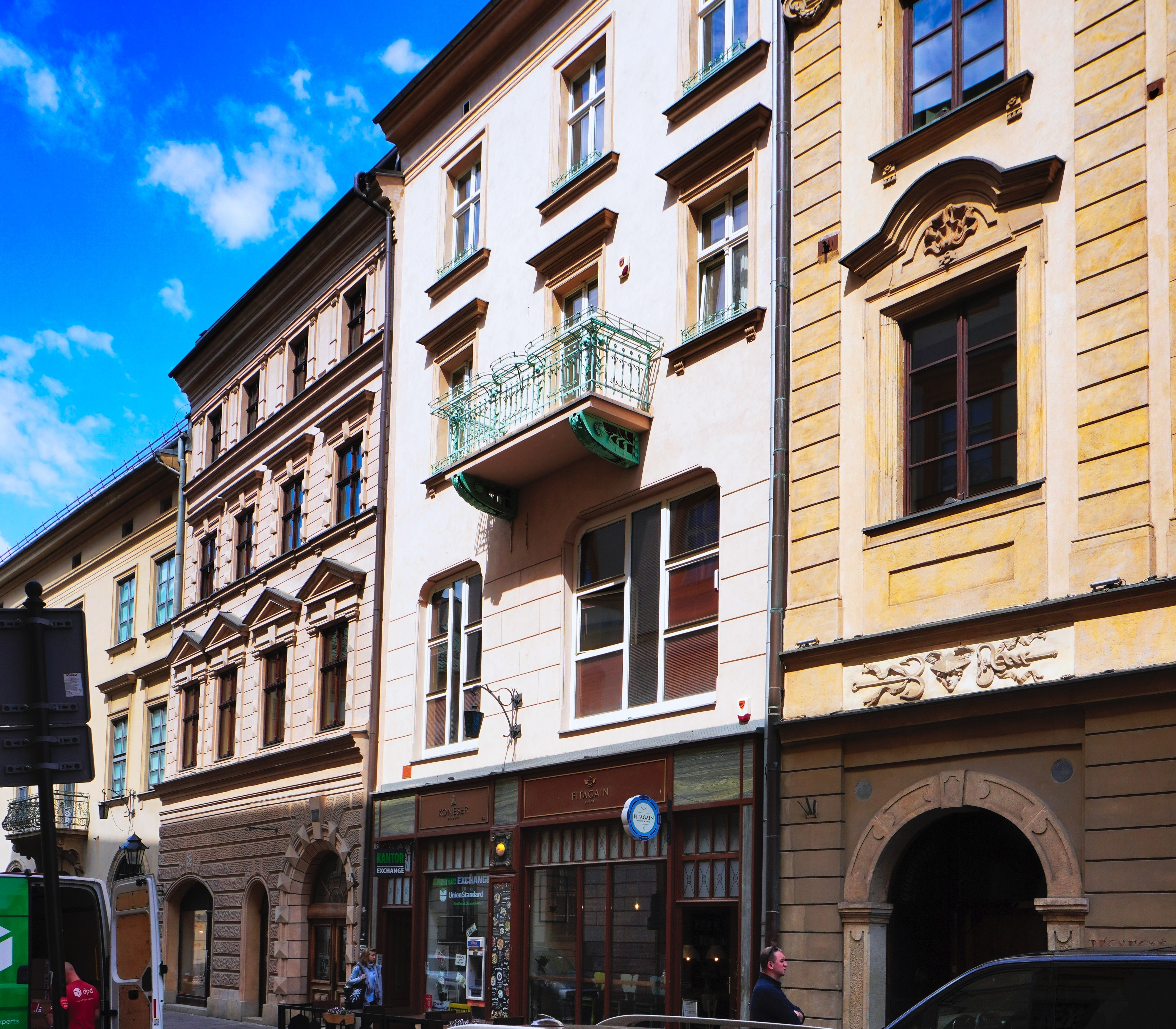
вул. Щепанська, 7 історична кам'яниця